# Vũ Nạp
Vũ Nạp (?-?) là một danh tướng trong lịch sử Việt Nam, người đã có công lớn trong chiến thắng Bạch Đằng trước những cuộc xâm lược của quân Nguyên-Mông. 
Vũ Nạp sinh ra ở làng Mộ Trạch, huyện Đường An, phủ Hồng Châu, trấn Hải Đông (nay là làng Mộ Trạch, xã Tân Hồng, tỉnh Hải Dương.
Thủa nhỏ Vũ Nạp ham học nên tinh thông cả đạo Nho lẫn đạo Phật. Năm 1247 thời vua Trần Thái Tông thứ 19 mở khoa thi Tam giáo, ông đỗ Ất khoa với tên gọi "Vũ Vị Phủ", ông được bổ nhiệm làm quan với chức Tăng thống Hàn lâm viện (1247-1258). Được triều đình trọng dụng, Vũ Nạp tham gia cả 3 lần đánh quân Nguyên-Mông.
Được vua giao chức Phó tướng làm nhiệm vụ phòng thủ ven biển hướng Đông Bắc khu trú quân áng Lạc, áng Hồ, dãy núi Gia Minh và Tràng Kênh.
Tháng 2 năm 1288 Vũ Nạp kéo quân sang Yên Hưng ứng viện cho Trần Khánh Dư đang giao chiến quyết liệt với Ô Mã Nhi. Sau trận này Vũ Nạp được vua giao làm Chủ tướng chỉ huy quân sĩ và nhân dân tiếp tục chiến đấu và đắp đường từ làng Giang Minh về Tràng Kênh.
Đặc biệt vào ngày 9 tháng 4 năm 1288 (tức ngày 8 tháng 3 năm Mậu Tý), Vũ Nạp đã chỉ huy quân sĩ tổ chức tập kích, đón thời cơ tiêu diệt giặc. Ông chỉ huy đạo quân của mình tham gia vào trận đánh thuỷ công hoả chiến trên sông Bạch Đằng lịch sử như Trương Hán Siêu đã mô tả trong bài Bạch Đằng giang phú. Toàn bộ chiến thuyền giặc bị tiêu diệt và thu được hơn 400 chiếc, bắt sống nhiều tù binh trong đó có hai danh tướng Ô Mã Nhi và Phàn Tiếp. Sau chiến công ông được vua phong với tước "Đồng Giang hầu Vũ tướng quân". Được vua cho gọi về kinh đô, nhưng ông đã làm sớ trình tâu, xin vua cho ở lại đất Tràng Kênh và mất tại đó (ngày 4 tháng Giêng âm lịch). Nhân dân địa phương lập miếu thờ để tưởng nhớ công lao to lớn của ông.

## Gia đình
Ông có con trưởng là Vũ Nghiêu Tá thi đậu Thái học sinh (tên gọi khác của Tiến sĩ Nho học) giữ chức Hành khiển (Tể tướng). Người con trai thứ hai là Vũ Minh Nông cũng đậu Thái học sinh làm Thượng thư.

## Vinh danh
Tên danh nhân Vũ Nạp được đặt cho một con phố tại Thành phố Hải Dương.